# Closterocerus smaragdulus
Closterocerus smaragdulus är en stekelart som först beskrevs av Graham 1963.  Closterocerus smaragdulus ingår i släktet Closterocerus, och familjen finglanssteklar. Arten är reproducerande i Sverige.